# 脂联素
脂连蛋白（英語：adiponectin，亦称为脂联素）是一种主要由脂肪细胞分泌的蛋白质激素，由ADIPOQ基因所编码，含244个氨基酸。成人体内的脂联素水平与脂肪储量负相关。

## 结构
脂联素包含244个氨基酸，可分为4个结构域。从其N端起算，第一个是使其定位于细胞外的信号序列，第二个区域较短且在物种间高度变异，第三个65个氨基酸的区域与膠原蛋白相似，最后一个是脂联素的球状结构域。总的上看，这一蛋白与补体片段C1q相似。其中球状结构域的三维结构已经测定，结构上与TNFα非常相似，但在氨基酸序列上却差异巨大。

## 受体
脂联素可与几种受体结合，两种受体与G蛋白偶联受体有同源性，一种属于钙粘蛋白家族：
- 脂联素受体1 – ADIPOR1
- 脂联素受体2 – ADIPOR2
- T-cadherin - CDH13（英语：T-cadherin）

这些受体影响下游靶标AMP激酶,这是一个重要的细胞代谢率控制点。受体的表达与胰岛素水平相关，并且在糖尿病小鼠模型中降低，特别是在骨骼肌和脂肪组织中。